# Aspidopterys oligoneura
Aspidopterys oligoneura là một loài thực vật có hoa trong họ Malpighiaceae. Loài này được Merr. mô tả khoa học đầu tiên năm 1940.